# Військовий орден Христа
Військо́вий о́рден Христа́ (порт. Ordem Militar de Cristo) — державна нагорода і світський лицарський орден Португалії. Заснована 1917 року. Названа на честь португальського духовно-лицарського Ордена Христа, що припинив своє існування 1834 року. Великий магістр Ордену — чинний президент Португалії. Як нагорода надається за особливі заслуги державним діячам, адміністраторам, правникам, дипломатам. Повна офіційна назва — Військо́вий о́рден ли́царів Го́спода На́шого Ісу́са Христа́ (порт. Ordem Militar dos Cavaleiros de Nosso Senhor Jesus Cristo).

## Ступені
Орден Христа розподілено на 5 ступенів:
- Великий хрест (GCC), знак ордена на плечовій стрічці, зірка;
- Великий офіцер (GOC), знак ордена на шийній стрічці, зірка;
- Командор (ComC), знак ордена на шийній стрічці;
- Офіцер (OC), знак ордена на нагрудній стрічці з розеткою;
- Кавалер (CavC) або Дама (DamC), знак ордена на нагрудній стрічці.

| Ступені ордена Христа | Ступені ордена Христа | Ступені ордена Христа | Ступені ордена Христа | Ступені ордена Христа |
| --------------------- | --------------------- | --------------------- | --------------------- | --------------------- |
| Великий хрест         | Великий офіцер        | Командор              | Офіцер                | Кавалер               |

## Інсигнії
Знак ордена — латинський хрест білої емалі вписаний у хрест з розширеними кінцями червоної емалі.
Знак ордена носиться на стрічці червоного кольору.
Ступеням ордена Великого хреста і Великого офіцера надається зірка ордена, що є багатопроменевою зіркою, у центральному медальйоні якої розміщено зображення знаку ордена на білій емалі.